# Disembolus kesimbus
Disembolus kesimbus är en spindelart som först beskrevs av Chamberlin 1948.  Disembolus kesimbus ingår i släktet Disembolus och familjen täckvävarspindlar. Inga underarter finns listade i Catalogue of Life.